# Distrito de Bangalore rural
Bangalore rural (en canarés; ಬೆಂಗಳೂರು ಗ್ರಾಮೀಣ ) es un distrito de India, en el estado de Karnataka . 
Comprende una superficie de 5 815 km².
El centro administrativo es la ciudad de Bangalore. Dentro del distrito, se encuentra la localidad de Herohalli.

## Demografía
Según censo 2011 contaba con una población total de 987 257 habitantes.